# Philodromus borana
Philodromus borana es una especie de araña cangrejo del género Philodromus, familia Philodromidae. Fue descrita científicamente por Caporiacco en 1939.

## Distribución
Esta especie se encuentra en Etiopía.